# Kh-29 (ミサイル)

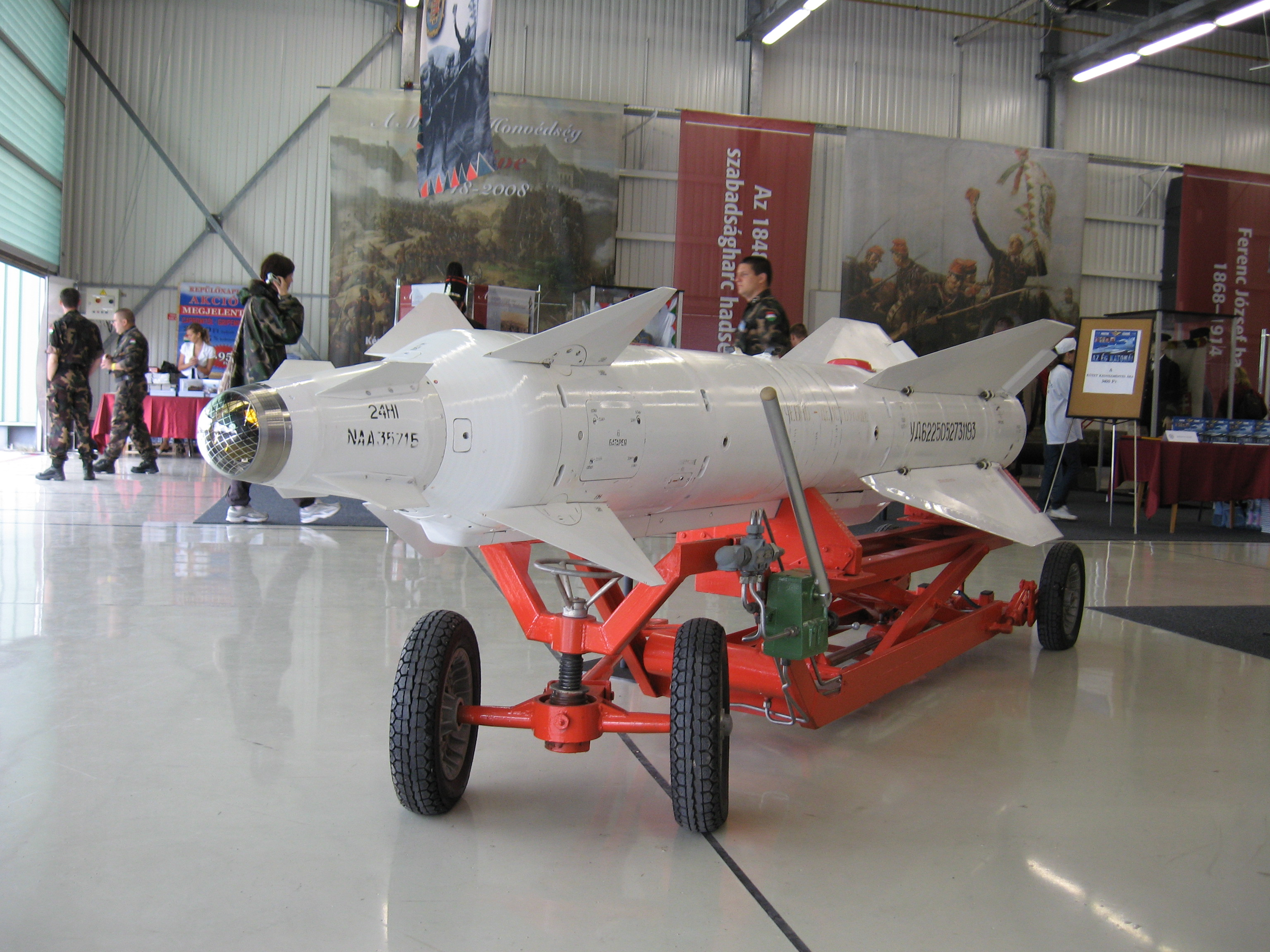
Kh-29L

Kh-29（露：Х-29）は、ソビエト連邦が開発した空対地ミサイル。NATOコードネームはAS-14 ケッジ（AS-14 Kedge：投げ錨、もしくは投げた錨を手繰り寄せることの意）。対地誘導ミサイルであり、1980年頃より配備されている。

## 概要
テレビ誘導タイプのKh-29Tと赤外線テレビ誘導タイプのKh-29D、レーザー誘導タイプのKh-29Lなどがある。
形状は、先端部・前部・後部の3箇所に4枚ずつのフィンがあり、前部のフィンと後部のフィンが動翼を持つ。
Su-27 フランカーやMiG-29 、MIG−31など、幅広いロシアの戦闘攻撃機に搭載可能である。

## 運用国

### 現用
- ベラルーシ - 2023年時点で、ベラルーシ空軍がKh-29を保有[1]。
- ブルガリア - 2024年時点で、ブルガリア空軍がKh-29を保有[2]。
- インド - 2024年時点で、インド空軍がKh-29を保有[3]。
- カザフスタン - 2023年時点で、カザフスタン防空軍がKh-29を保有[4]。
- ロシア - 2023年時点で、ロシア海軍航空隊がKh-29Tを、ロシア空軍がKh-29を保有[5]。
- ウクライナ - 2023年時点で、ウクライナ空軍がKh-29を保有[6]。

## 要目(Kh-29T)
- 全長：3.87m
- 胴体直径：38cm
- 自重：650kg
- 最大射程：12km
- 弾頭：317kg